# Municipalità locale di Ditsobotla
Ditsobotla è una municipalità locale (in inglese Ditsobotla Local Municipality) appartenente alla municipalità distrettuale di Ngaka Modiri Molema della provincia del Nordovest in Sudafrica.
Il suo territorio si estende su una superficie di 6.464 km² ed è suddiviso in 19 circoscrizioni elettorali (wards).  Il suo codice di distretto è NW384. Questa municipalità locale è anche chiamata Lichtenburg.

## Geografia fisica

### Confini
La municipalità locale di Ditsobotla confina a nord con quella di Ramotshere Moiloa, a est con quelle di Kgetleng Rivier (Bojanala) e Ventersdorp (Dr Kenneth Kaunda), a sudest con quella di City of Motlosana (Dr Kenneth Kaunda), a sudovest con quella di Tswaing e a ovest con quella di Mafikeng.

### Città e comuni
- Bakerville
- Bakwena Ba Ga Serobatse
- Banogeng
- Boikhutso
- Coligny
- Ditsobotla
- Ga-Raphalane
- Itekeng
- Itsoseng
- Kopano
- Lichtenburg
- Mosiane
- Tlhabologang

### Fiumi
- Groot - Harts
- Harts
- Klein - Marico
- Taaibosspruit
- Wilgerboomspruit

### Dighe
- Coligny Dam
- Vaalbank Dam

### Laghi
- Taaibosspruit